# بيمبكي (تشكدان)
بیمبکي (بالفارسية: بیمبکی) هي قرية تقع في إيران في قسم تشکدان الريفي. يقدر عدد سكانها بـ 49 نسمة .